# Azé (Saona y Loira)
Azé es una comuna y localidad de Francia, en el departamento de Saona y Loira (cantón de Lugny), en la región de  Borgoña.

## Demografía
| 570 | 548 | 553 | 649 | 807 | 940 |
| Para los censos de 1962 a 1999 la población legal corresponde a la población sin duplicidades (Fuente: INSEE [Consultar]) |     |     |     |     |     |